# Dowkānā
Dowkānā (persiska: دوکانا, دُكانِه, Dokāneh) är en ort i Iran.   Den ligger i provinsen Västazarbaijan, i den nordvästra delen av landet, 600 km väster om huvudstaden Teheran. Dowkānā ligger 1 538 meter över havet och antalet invånare är 268.
Terrängen runt Dowkānā är kuperad åt sydost, men åt nordväst är den bergig.Runt Dowkānā är det ganska tätbefolkat, med 185 invånare per kvadratkilometer. Närmaste större samhälle är Gerdīk, 5,3 km söder om Dowkānā. Trakten runt Dowkānā består i huvudsak av gräsmarker.